# TikiWiki
Tiki CMS/Groupware o TikiWiki és un sistema de gestió de continguts de caràcter col·laboratiu (CMS/Groupware) basat en Wiki i un paquet ofimàtic en línia gratuït i de codi obert, escrit principalment en PHP i distribuït sota la llicència GNU Lesser General Public License (LGPL-2.1-only). A més de permetre llocs web i portals a Internet, intranets i extranets, Tiki conté diverses funcions de col·laboració que li permeten operar com a sistema de gestió de contingut geoespacial (GeoCMS) i com a aplicació web de treball en grup.
TikiWiki no només és un gestor de documents i imatges, també és una eina per a l'elaboració col·laborativa de qualsevol material escrit. La seva principal funcionalitat és un wiki. Disposa d'un gran nombre de funcionalitats que amplien les seves possibilitats del treball col·lectiu: llistes de correu, missatgeria interna, blogs o bitàcoles, edició d'articles, FAQ, enquestes, xat, directori per a enllaços, butlletins, calendari... És una aplicació adaptable a un gran tipus de finalitats com per exemple per a documentació de projectes en intranets o com una eina per a l'educació. Utilitza PHP, ADOdb i Smarty, i funciona sota qualsevol sistema operatiu.
Algunes de les seves característiques principals:
- Codi de sortida XHTML vàlid
- Ús de CSS per als temes
- Gestió de permisos per a usuaris i grups
- Utilitza PEAR DB per a accés de bases de dades
- Suport multillenguatge
- Es basa en plantilles usant Smarty
- Sistema de Memòria cache per a pàgines internes i imatges
- Motor de recerca integrat
- La seva llicència és GPL/LGPL

Tiki pot executar-se en qualsevol plataforma informàtica que admeti tant un servidor web capaç d'executar PHP 5 (inclosos Apache HTTP Server, IIS, Lighthttpd, Hiawatha, Cherokee i nginx) com una base de dades MySQL/MariaDB per emmagatzemar contingut i configuració.

## Internacionalització
Tiki és un projecte internacional que admet molts idiomes. L'idioma predeterminat de la interfície de Tiki és l'anglès, però s'admet qualsevol idioma que es pugui codificar i mostrar amb la codificació UTF-8. Les cadenes traduïdes es poden incloure mitjançant un fitxer d'idioma extern o traduint les cadenes d'interfície directament a través de la base de dades. A 29 de setembre de 2005, Tiki s'havia traduït completament a vuit idiomes i, segons s'informa, el 90% o més s'havia traduït a cinc idiomes més, així com traduccions parcials per a nou idiomes més.
Tiki també admet la traducció interactiva de pàgines wiki reals i va ser el motor wiki inicial utilitzat en el Cross Lingual Wiki Engine Project. Això permet que els llocs web basats en Tiki tinguin contingut traduït, no només la interfície d'usuari. Les parts públiques de TikiWiki està traduït al català.